# Vivendi
Vivendi SE es un conglomerado multinacional francés con sede en París, centrado en los sectores de los medios de comunicación, el entretenimiento y la publicidad. Opera a través de filiales como Canal+ Group, Gameloft, Havas Group, Prisma Media y See Tickets, con presencia en Europa, América y África.
El grupo tiene intereses en televisión de pago, producción y distribución audiovisual, videojuegos, edición de revistas y libros, venta de entradas y servicios de comunicación. Desde su origen como empresa pública de tratamiento de aguas, Vivendi ha evolucionado hasta convertirse en uno de los principales holdings europeos en el ámbito de los contenidos y los medios.
Vivendi cotiza en Euronext París y está controlado mayoritariamente por el Groupe Bolloré.

## Origen
El 14 de diciembre de 1853, Napoleón III crea por Decreto Imperial una compañía de abastecimiento de agua llamada Compagnie Générale des Eaux (CGE). En 1854, obtiene una concesión para el suministro público del agua en Lyon (que mantiene durante más de cien años), Nantes y París. Posteriormente empieza a operar internacionalmente: Venecia (1880), Constantinopla (1882) y Oporto (1883).
Durante más de un siglo, la Compagnie Générale des Eaux se mantuvo en gran medida centrada en el sector del agua. Sin embargo, tras el nombramiento de Guy Dejouany como director general en 1976, extendió sus actividades a otros sectores con una serie de adquisiciones. A partir de 1980, se inició la diversificación de sus operaciones entrando en la gestión de residuos en el agua, la energía, los servicios de transporte, la construcción y la compraventa de bienes.
Adquirió la Compagnie Générale d'Entreprises Automobiles (CGEA), especializados en vehículos industriales, que más tarde fue dividida en dos ramas: Connex (que pasaría a ser Veolia Transport) y Onyx Environnement (que se convertiría en Veolia Environmental Services). CGE adquirió entonces la Compagnie Générale de Chauffe que, junto a la adquisición más tarde del grupo Montenay, formaron la división de Servicios Energéticos de la CGE, renombrada en 1998 Dalkia. 
En 1983, participó en la fundación del Groupe Canal+, el primer canal de televisión de pago en Francia, y en la década de 1990 comenzó su expansión en el sector de las telecomunicaciones y los medios de comunicación de masas, especialmente después de que Jean-Marie Messier sucediera a Guy Dejouany el 27 de junio de 1996.
En 1996, CGE crea Neuf Cegetel para aprovechar la desregulación de 1998 del mercado francés de las telecomunicaciones, acelerando su entrada en el sector de los medios de comunicación.

## Evolución de actividades

### Nacimiento de Vivendi y diversificación de negocio
En 1998, la Compagnie Générale des Eaux cambia su nombre por el de Vivendi SARL, y vende su división de propiedad inmobiliaria y construcción al año siguiente a lo que se convertiría en Vinci. Vivendi continuó con la compra de acciones y las fusiones con Maroc Telecom, Havas, Cendant Software, Grupo Anaya, y NetHold, gran operador europeo continental de televisión de pago. A partir de 1998, Vivendi lanza canales digitales en Italia, España, Polonia, Escandinavia, Bélgica y los Países Bajos.
En junio de 1999, Vivendi se fusionó con Pathé. Al terminar la fusión, Vivendi mantiene los intereses de Pathé en la British Sky Broadcasting Group PLC y CanalSatellite, una corporación de radiodifusión francesa. Luego vendió todos los bienes restantes a Jérôme Seydoux, propietario del holding Fornier SA, que cambió su nombre por Pathé.
En julio de 2000, la empresa se escinde en Vivendi Universal y Vivendi Environnement. Vivendi Environnement agrupa sus empresas de agua y residuos - que en su momento fueron su negocio principal - así como otros negocios dentro de servicios públicos como el transporte dentro de Vivendi Environnement (OPV en París en julio de 2000, y en Nueva York en octubre de 2001). En 2003, Vivendi Environnement es rebautizado como Veolia Environnement.
Vivendi Universal Entertainment se crea en diciembre de 2000 con la fusión de los negocios en los medios de Vivendi con la red de televisiones de Canal+ y la adquisición de Universal Studios a la compañía canadiense Seagram.
En 2001, como parte de sus últimas operaciones de diversificación, Vivendi Universal adquiere MP3.com y una destacada editorial estadounidense llamada Houghton Mifflin Harcourt. 

### Crisis económica
Vivendi Universal (VU) se encontraba en el año 2000 en el nonagésimo primer puesto del Fortune 500, con un total de ingresos de 38.600 millones de dólares. Sin embargo, tras la expansión masiva a finales de los 90 y principios de siglo XXI llevada a cabo durante el mandato del exdirector general Jean-Marie Messier, la empresa reveló una pérdida empresarial de 23.300 millones de euros en su informe anual correspondiente a 2002, el peor hasta la fecha de una empresa francesa.
Bajo un intenso seguimiento de los medios de comunicación, su presidente y director general, Jean-Marie Messier, quien había supervisado la fase más crítica de la diversificación de la compañía, fue sustituido por Jean-René Fourtou. La retirada de la confianza de la banca europea (Credit Lyonnais), hizo que el grupo entrase en una grave crisis y comenzara su reorganización (al igual que hizo al mismo tiempo KirchMedia, con distinta suerte).

#### 2002
- El informe anual sale a la luz y el presidente y director general Jean-Marie Messier, responsable directo de las operaciones de diversificación, dimite. Es sustituido por Jean-René Fourtou. La empresa entonces comienza la reorganización para evitar la quiebra. Se anuncia su intención de vender activos no estratégicos. Su principal accionista es la familia de Edgar Bronfman Jr., quien estaba al frente de Seagram en el momento de la fusión.
- VU comienza a enfrentase a problemas económicos y responde con una reestructuración financiera, tratando de mantener los holdings de sus medios de comunicación a la vez que venden sus participaciones en las sociedades surgidas fruto de sus operaciones de diversificación.
- Reduce su participación en Vivendi Environnement hasta el 40%, vendiendo sus acciones a Vinci.
- Vende su participación en Vizzavi a Vodafone, con la excepción de Francia Vizzavi. Vuelve a desprenderse de capital en Vivendi Environnement vendiendo el 20,4% además de su participación en el operador de satélites de América del Norte EchoStar Communications Corporation.
- VU vende Houghton Mifflin a Thomas H Lee, Blackstone y Bain de EE.UU. por 1.660 millones de dólares.

#### 2003
- A partir de 2003 comienza la recuperación de ingresos y confianza de los bancos y la bolsa.
- Vende Canal+ Technologies a Thomson (anteriormente Thomson Multimedia), Tele+ a News Corporation y Telecom Italia. También vende su 26,3% en Xfera.
- En marzo, Vivendi divulga su informe anual (el plazo había finalizado en diciembre de 2002). Algunos puntos destacados incluyen:
  - Pérdida corporativas de 23,3 millones de euros, la peor pérdida para una empresa francesa.
  - La deuda neta es de 12,3 millones de euros
- En diciembre de 2003, Vivendi cierra un acuerdo para vender MP3.com a CNET.
- A pesar de las predicciones de que sería incapaz de hacerse con el dinero necesario, VU compra uno de los dos accionistas minoritarios en Cegetel, elevando su participación al 60%, y dejando a Vodafone con el 40% restante.

#### 2004
- Su nuevo presidente, René Fortou ha decidido mantener Vivendi en 4 sectores:
  - Telecomunicaciones con destacada participación en SFR y Maroc Telecom.
  - Televisión de pago con Canal+.
  - Música con Universal Music Group que incluye hasta 12 marcas discográficas.
  - Juegos interactivos, gracias a Vivendi Games, con el que crea, produce y distribuye sus productos.
- Se desprende de la parte editorial, Vivendi Universal Publishing, vendiéndola al Grupo Lagardère.
- Lleva a cabo una fusión en la que vende el 80% de su división de entretenimiento Universal Entertainment a General Electric, de lo que surge NBC Universal Entertainment, en la que Vivendi permanece con el 20% de acciones.
- Vende sus intereses en Kencell (renombrada Celtel), Monaco Telecom y Sportfive (que mantenía a través de Grupo Canal+)
- Vende Newsworld International a la asociación comercial de Joel Hyatt y Al Gore, ex vice-Presidente de Estados Unidos.
- La Corte del distrito de Washington falla a favor de Valve Software en una disputa sobre derechos de distribución a cibercafés del juego Half-Life 2, a lo cual Valve se oponía. En la sentencia se dicta lo siguiente:
  - Vivendi Universal y sus subsidiarias (incluida Sierra) no están autorizadas a distribuir juegos de Valve, ni directa ni indirectamente, a usuarios finales por medio de cibercafés según lo acordado por las partes al respecto.
  - Valve puede reclamar daños por infracción de copyright a pesar del acuerdo de distribución consensuado por las partes.
- En 10 años el grupo planetario ha reorganizado sus negocios reduciendo sus dimensiones y ha abandonado totalmente su negocio matriz, hoy rebautizado como Veolia.

#### 2005
En diciembre anuncia que Canal+ se fusionará con TPS, la segunda mayor cadena de televisión de pago de Francia.

#### 2006
- En enero pone fin a su programa de American Depositary Receipt y su cotización en la Bolsa de Nueva York a finales del segundo trimestre de 2006 debido al reducido volumen de operaciones sobre sus acciones y de alto costo.
- El 20 de abril de 2006 nace Vivendi en su forma actual a raíz de la venta de un 80% de Vivendi Universal Entertainment a General Electric, para formar NBCUniversal (fusionando las unidades NBC de GE y Vivendi Universal Entertainment de Vivendi) y la recuperación gradual de la empresa tras su fallida expansión en la década de 1990 y principios de los 2000. Los accionistas aprueban eliminar "Universal" del nombre y pasa a conocerse simplemente como "Vivendi". Un nuevo logotipo de la empresa se da a conocer simultáneamente.
- En agosto firma un acuerdo con SpiralFrog para distribuir sus canciones en línea en Estados Unidos y Canadá.
- En septiembre anuncia que Sierra Entertainment, una división de su grupo Vivendi Games, publicará el nuevo juego de Double Fine Productions. Más tarde se revela que dicho juego será Brütal Legend. También en este mes da a conocer su intención de comprar BMG Music Publishing, una división del conglomerado de medios de comunicación alemán Bertelsmann por 1.630 millones de dólares.

#### 2007
En diciembre, su división de videojuegos Vivendi Games se fusiona con Activision para formar Activision Blizzard, en la que Vivendi será el principal accionista de esta fusión con un 52% de las acciones. De esta forma ambas empresas pueden competir dentro del ámbito del desarrollo de videojuegos con Electronic Arts. A nivel de filiales, esta operación no tendrá consecuencias organizativas ni estructurales.

#### 2011
Messier es declarado culpable de malversación en 2011, no sin antes cobrar más de 20 millones de dólares como parte de su paquete de indemnización.

#### 2012
- En enero, a través de Studiocanal, adquiere la mayoría de las acciones en la productora de televisión alemana Tandem Communications. También en este mes, la página web de Vivendi (entre otras) es hackeada por el grupo hacktivista Anonymous.[7]
- En septiembre, adquiere EMI Recorded Music, que pasa a ser una subsidiaria de Universal Music Group. También dan por finalizada la operación por la cual adquieren mediante Canal+ Group los canales C8 y CStar, propiedad de Bolloré Group, a cambio de participaciones en la empresa.

#### 2013
- En octubre vende alrededor del 85% de sus participaciones en Activision Blizzard, quedándose únicamente con un total de 5,7%.
- En noviembre, tras un acuerdo entre ambas partes, recupera el 20% de las acciones de Lagardère en Canal+ France a cambio de 1.020 millones de euros.
- En diciembre, Studiocanal adquiere la mayoría de las acciones en la productora británica RED Production Company.

### Cambio de dirección y vuelta a la expansión
Vivendi se había deshecho de un gran volumen de acciones y participaciones, centrándose en algunos negocios para asegurar de este modo unas bases sólidas sobre las que seguir ampliando su presencia. Más allá de la diversificación que había caracterizado con el anterior presidente, la intención en esta nueva etapa es la de posicionarse entre las mejores empresas de comunicación y entretenimiento en Europa.

#### 2014
- Vincent Bolloré asume la presidencia del Comité de administración.
- Tras ocho meses del inicio de la operación, en mayo se finaliza la venta de todas las acciones que los franceses tienen en Maroc Telecom (53%) al grupo de telecomunicaciones árabe Etisalat por 4.200 millones de euros.
- A finales de año lanzan Vivendi Village, una división dedicada a la creación de propiedad intelectual, gestión y promoción de espectáculos en directo y sus artistas, servicios digitales y venta de entradas.

#### 2015
- En mayo se cierra la transacción de venta a Altice y Numericable del 20% de las acciones de Vivendi en SFR por un total de 3.700 millones de euros.
- En septiembre adquiere el 30% de las acciones en la productora y distribuidora cinematográfica francesa Mars Films.
- Vende su subsidiaria brasileña GVT a Telefónica a cambio de un 0,95% de participación en la multinacional española y un 8% en Telecom Italia.

#### 2016
- En febrero completa la adquisición del 26,2% de participaciones en Banijay Group, grupo francés de producción y distribución de contenidos de televisión y multimedia.
- En abril, compra el 10% de las acciones en la cadena de tiendas francesa Fnac por 159 millones de euros.
- En una agresiva operación orientada a incrementar su participación en Ubisoft e iniciada en el año 2015, Vivendi adquiere el 100% de la empresa Gameloft y, en noviembre, llega a acumular el 24% de las acciones en Ubisoft.
- A través de Studiocanal, se hace con participaciones de varias productoras: el 30% de la española Bambú Producciones y el 20% de las dos pequeñas empresas británicas Urban Myth Films y SunnyMarchTV.
- Termina de vender el 5,7% de acciones que poseía de Activision Blizzard y con ello se desvincula por completo de la empresa norteamericana.
- Lleva a cabo una renovación y reorganización de sus canales de Canal+ Group. Gracias a dos acuerdos con Orange y el proveedor de servicios de Internet francés Free, cerrados en noviembre y septiembre respectivamente, puede ampliar el paquete de servicios.
- En octubre lanza Studio+, orientada al desarrollo, producción y compra de contenido para teléfonos inteligentes y tabletas. Se apoya en Telefónica para su cobertura en Sudamérica.
- En diciembre anuncia que ha alcanzado cerca del 30% de las acciones en Mediaset.

#### 2017
- En julio controla totalmente Dailymotion ampliando sus acciones del 80 al 100%.
- Entre julio y diciembre, Vivendi se hace con el 100% de Havas.

### Reorganización estratégica y nueva etapa como holding
Vivendi inicia una nueva etapa tras años de crecimiento mediante adquisiciones, centrando su estrategia en la simplificación de su estructura y en su papel como sociedad de cartera inversora. El grupo apuesta por maximizar el valor de sus activos mediante escisiones y salidas a bolsa de sus principales filiales operativas.

#### 2023
- Anuncia su intención de escindir tres de sus principales activos: Canal+ Group, Havas y el grupo editorial reorganizado como Louis Hachette Group, con el objetivo de desbloquear valor para los accionistas.
- Declara su intención de consolidarse como un holding inversor centrado en medios, entretenimiento y activos digitales, manteniendo participaciones estratégicas en compañías como Gameloft, Banijay y MediaForEurope.

#### 2024
- En diciembre se completan las escisiones:
  - Canal+ comienza a cotizar en la Bolsa de Londres.
  - Havas debuta en la Bolsa de Ámsterdam.
  - Louis Hachette Group se estrena en la Bolsa de París.
- Vivendi conserva participaciones minoritarias en estas compañías y se focaliza en la gestión activa de sus inversiones. Reorganiza su estructura bajo una dirección financiera más ligera, potenciando la marca Vivendi Village y su presencia en el entretenimiento en directo y la venta de entradas.

#### 2025
- En abril, un tribunal de París ordena a la Autoridad de Mercados Financieros (AMF) reexaminar si Vivendi debió lanzar una OPA obligatoria a los accionistas minoritarios tras la escisión de Hachette.[8]
- En junio, Vivendi publica sus resultados semestrales:
  - Ingresos de 145 millones de euros, lo que representa un crecimiento del 8 % respecto al mismo periodo del año anterior.
  - EBITA positivo de 18 millones de euros, tras varios semestres con pérdidas operativas.
  - Mejora en la rentabilidad de Gameloft, Banijay y otras participadas clave.
  - Reducción significativa de la deuda neta y fortalecimiento del balance.[9]